# Clément Desalle
Clément Desalle (La Louvière, 19 maggio 1989) è un pilota motociclistico belga ritiratosi dall'attività agonistica.

## Carriera
Debutta nel campionato mondiale di motocross nel 2006. L'allora sedicenne debutta direttamente con le 450cc nel Campionato del Mondo MX1 per il team tedesco Kurz-Suzuki. Dopo un solo anno in questo team, la squadra Kurz-Suzuki non si iscrive al campionato a causa di difficoltà finanziarie e Desalle firma un contratto biennale in un'altra squadra tedesca l'Inotec-Suzuki. Con questo team correrà le stagioni 2007 e 2008. Quest'ultimo sarà l'anno della svolta per Desalle, grazie ad alcuni risultati importanti.
Nel 2009 passa al team LS Honda dove al debutto nel GP d'Italia ottiene il primo podio in carriera con un terzo posto, la stagione continua in crescendo ottenendo nel finale di stagione le vittorie dei GP di Repubblica Ceca e Brasile. Conclude la stagione al terzo posto.
La stagione 2010 lo vede passare al team ufficiale Suzuki, dove ottiene 3 vittorie e il titolo di vicecampione del mondo.
Secondo posto in campionato che ottiene anche nelle stagioni 2012 e 2013.
Dopo sei stagioni per la Suzuki nel 2016 Desalle firma un contratto per la Monster Energy Kawasaki Racing Team dove a causa di qualche infortunio termina la stagione all'ottavo posto ottenendo solo una vittoria nel GP d'Olanda.
Nel 2017 chiude la stagione al quarto posto ancora in sella alla Kawasaki, risultato leggermente migliorato l'anno successivo in cui ottiene la terza posizione. Nel Campionato mondiale di motocross 2019 giunge invece al quattordicesimo posto.
Chiude la carriera alla fine del 2020.